# Assegno di congrua
L'assegno di congrua ha rappresentato un'erogazione mensile effettuata dallo Stato italiano ai parroci, a guisa di stipendio. Istituito dopo l'Unità d'Italia, è rimasto in vigore fino al 1986.

## Storia
La congrua era originariamente la parte dei proventi di un beneficio ecclesiastico che spettava al chierico effettivamente incaricato del servizio associato al beneficio e necessaria al suo sostentamento. A seguito dell'incameramento forzoso dei beni della Chiesa disposto con le leggi eversive dell'asse ecclesiastico (1866-67), il concetto di congrua passò ad indicare gli assegni che per legge civile venivano corrisposti al clero dallo Stato, dai comuni e da altri enti pubblici. In questo modo da una parte lo Stato intendeva amministrare i beni ecclesiastici in modo più razionale, dall'altra attraverso l'erogazione degli emolumenti imponeva un controllo sulla Chiesa, secondo le dottrine del giurisdizionalismo (la teoria giurisdizionalistica considerava il sovrano quale proprietario sostanziale anche di tutti i beni ecclesiastici) ma soprattutto tale decisione era stata presa per una visione anti-clericale che  voleva ridurre l'influenza ecclesiastica, come accade in altri Stati (dalla Francia alla Spagna), oltre che dalla particolare situazione italiana, ossia all'opposizione da parte del pontefice e da gran parte della Chiesa all'unificazione politica della penisola decisa dal governo risorgimentale.
Il legislatore italiano stabilì in linea di principio che lo Stato non avrebbe sussidiato alcun culto. Alle spese di culto dovevano provvedere appositi enti, forniti di entrate provenienti esclusivamente da beni ecclesiastici. La legge ne individuò tre: il Fondo per il culto; il Fondo speciale di beneficenza e religione della città di Roma; l'Economato dei benefici vacanti. Tuttavia, siccome la vendita dei beni ecclesiastici non generò i profitti attesi, il principio fu abbandonato e lo Stato dovette integrare il Fondo per il culto, l'ente che corrispondeva al clero più povero determinati assegni, detti supplementi di congrua.
In Italia fino al 1932 la spesa gravò sul bilancio del Ministero della Giustizia e degli Affari di Culto. Il beneficio era considerato diritto personalissimo dell'investito ed aveva natura di assegno alimentare, intrasmissibile agli eredi, i quali avevano però diritto alla percezione delle annualità di congrua maturate e non riscosse dal parroco.
Dal 1º luglio 1932, in seguito all'entrata in vigore del regio decreto 20 luglio 1932, n. 884, la competenza delle attribuzioni in materia di affari di culto passò al Ministero dell'Interno. I pagamenti venivano effettuati su ruoli di spesa fissa, come avviene ancor oggi per i dipendenti statali, a cura degli uffici provinciali del tesoro.
Gli importi erogati non erano molto elevati, tanto che spesso venivano stanziate in bilancio delle somme una tantum d'integrazione. Per esempio ad un parroco - dal 1925 fino al 1944 - veniva liquidata la somma annua di 3.500 lire. Negli anni cinquanta l'importo annuo era di poco superiore alle duecentomila lire e nel 1986, ultimo anno di pagamento della Congrua da parte delle direzioni territoriali dell'economia e delle finanze, gli importi variavano tra gli otto e i dieci milioni di lire annue.
Dal 31 dicembre 1986 - data di entrata in vigore dell'art. 21 della legge 20 maggio 1985, n. 222 - l'assegno di congrua è stato sostituito, per effetto delle modifiche al concordato del 1984, con il sistema dell'otto per mille, pagato direttamente alla Conferenza Episcopale Italiana dall'erario, quale quota del gettito fiscale annuo.